# Glitch
|  | Per a altres significats, vegeu «glitch (música)». |

Exemple de GIF Glitch emprat per a finalitats artístiques. Pertany al film Kodak Moment (2013) i l'actriu és Mae Murray. Font: Kodachrome Film Test (1922).

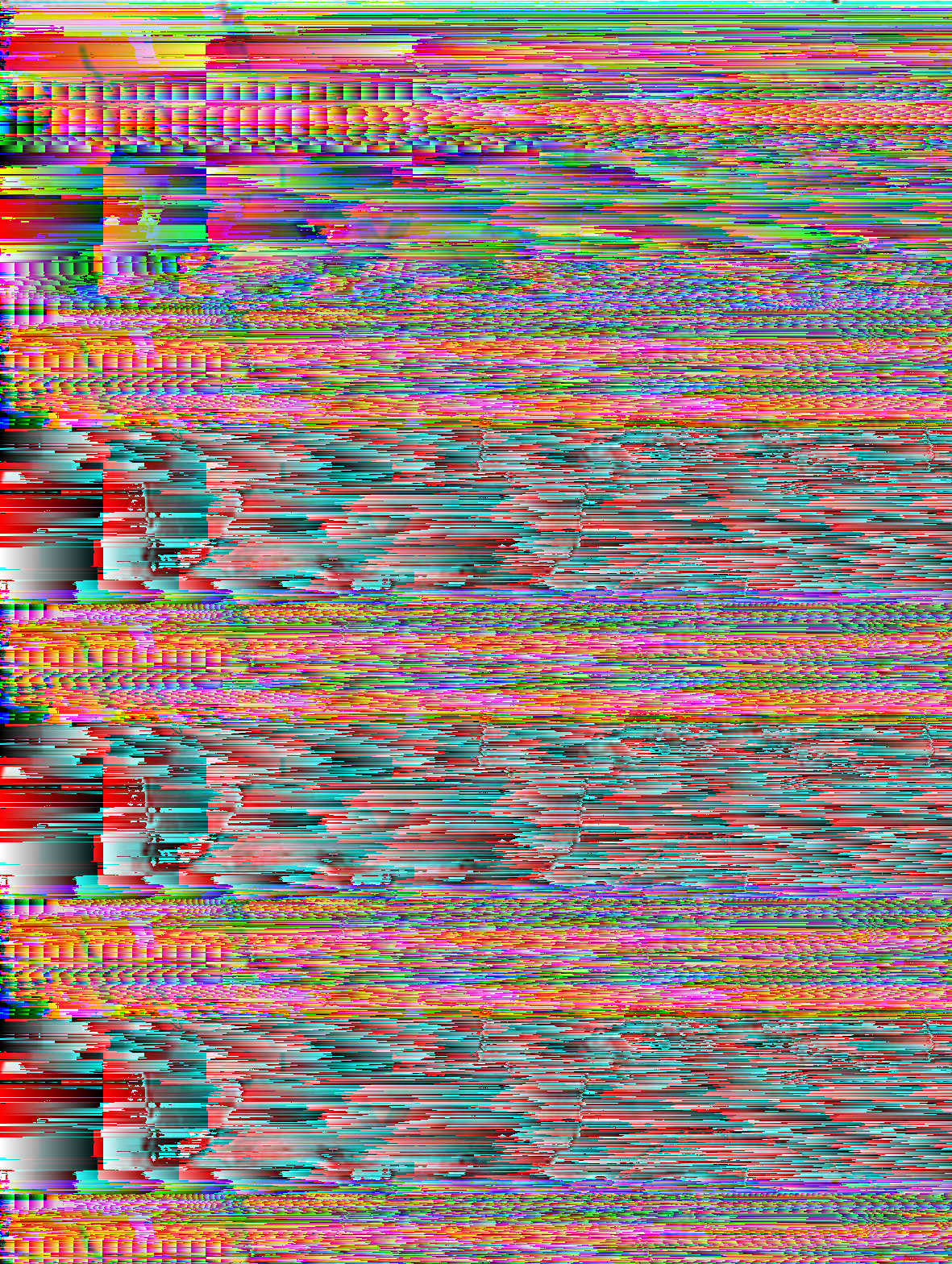
Exemple de Glitch Art.

Glitch (error) és un artefacte tecnològic sobretot aplicat a l'àmbit de la informàtica (entre altres) que, com que no afecta negativament el funcionament d'un programa o plataforma en qüestió, no és considerat com un bug, sinó més aviat un accident que mostra i revela el funcionament amagat del sistema o estructura que fonamenta aquesta tecnologia. Generalment es pot veure els glitches a les imatges amb ginys propis d'una compressió (sigui per una baixa velocitat de la connexió en una conversa amb vídeo, la corrupció del mitjà físic on és desada aquesta imatge).
Els glitchs poden revelar una manipulació digital (retoc), una falsificació voluntària de la imatge o del so.
També descobreixen el que hi ha darrere de la cortina dels dispositius i de la informació digital, mostrant de manera crua els píxels i el codi.
D'altra banda, el glitch fins i tot pot ser adoptat com a manifestació estètica, és a dir com un recurs visual o com a mitjà gràfic (especialment en el terreny de la imatge).

## Diferències entreGlitchpur iGlitchprovocat
Si bé en principi el glitch és definit com un accident informàtic no nociu (i, per tant, acceptat), com més va més l'artista digital (entre d'altres) cerca de crear l'efecte Glitch de manera conscient.
Segons Iman Moradi, les diferències entre el glitch pur i aquell provocat són les següents:
| Glitch pur   | Glitch provocat |
| ------------ | --------------- |
| Accidental   | Deliberat       |
| Coincidència | Planificat      |
| Apropiat     | Creat           |
| Descobert    | Creat           |
| Real         | Artificial      |

## Història
El moviment del Glitch art va sorgir en l'anomenada Web 1.0, la primera Internet que va definir-se a mitjans dels anys 1990. Des del punt de vista de Nick Briz, cal transportar-se més abans, és a dir, a l'escena del moviment Dada (1915) tal com esmenta al seu assaig Thoughts on Glitch v2.0:
| «                                        | L'art dadaista va ser divertit, absurd, i habitualment intencionadament sense sentit. L'art dada podia adoptar la forma d'un collage complex o simplement un objecte descobert (readymade). El Glitch pot ser això, una barreja de complexitats visuals o simplement un accident gràfic. De maneres diferents el moviment Dadaista fou una resposta crítica al paradigma de la industrialització imparable que va significar la primera guerra mundial. Situació que podria comparar-se amb l'actual digitalització de la vida: el glitch representaria la resposta crítica a aquest horitzó de la perfecció, nitidesa i precisió de la indústria de la informació digital. | » |
| — Nick Briz, THOUGHTS ON GLITCH[ART]v2.0 | |   |

D'altra banda, convé esmentar que una idea explorada dins del moviment del Glitch (Art) és la crítica a la beatificació de la violència avui en dia a través de la indústria del videojoc. A més a més, actualment el Glitch ha trobat en les animacions GIF el seu lloc especial per exposar-se. Segons l'artista Pamela Reed, de l'equip de disseny Reed + Rader:
| «                           | Estèticament, el format GIF funciona perfectament per nosaltres pel fet que ens recorda els primers moments de contacte amb el naixement d'Internet. | » |
| — Pamela Reed, Reed + Rader | |   |

Aquest fenomen crea entre els internautes una espècie de nostàlgia que ens recorda com els inicis d'una feblesa de la tecnologia punta acaben provocant un efecte revelador i trencador.

## ArtGlitch

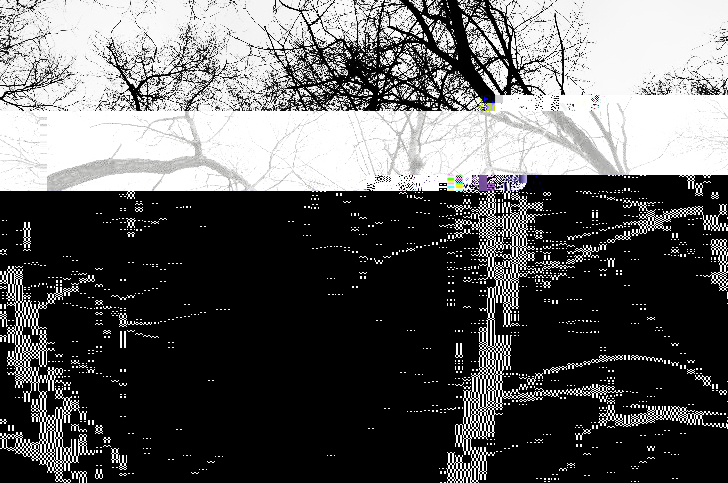
Glitch Art creat per Lucas Rafael Tenllado Gil.

Els artistes Glitch investiguen i recullen glitches per a la invenció dels seus projectes en diferents mitjans (música, imatges, vídeo, instal·lacions, textos, videojocs, etc.) amb l'objectiu d'explorar el potencial i el poder estètic i conceptual del Glitch. Altrament, se cerca examinar, analitzar i criticar les ideologies, el rerefons polític que configura els sistemes tecnològics, crear experiències digitals on l'error és el personatge principal, practicar el hacktivisme, investigar el concepte de failure en la història de l'art modern, la memòria històrica, etc. I és que potser l'art Glitch (en anglès, Glitch Art) acabi derivant en una manifestació testimonial on es mostri la supraestructura ideològica que s'amaga darrere la "perfecció" dels sistemes informàtics, tecnològics i digitals del segle xxi.

Segons el professor de filosofia David Casacuberta Sevilla:
| «                   | Originalment, un glitch es aquell error tan molest que a vegades fan els CDs on un tema es queda encallat, repetint-se diversos cops per després saltar a un altre segment musical, destrossant tota la lògica intrínseca de la cançó. A partir d'aquí s'ha escampat tota una forma d'entendre l'estètica digital basada en explorar l'error informàtic en diferents formes: un error de sistema, malmetre físicament un suport informàtic i observar el seu efecte en el contingut, forçar a un programa a processar informació molt diferent a la que hauria i observar el resultat final, etc... | » |
| — David Casacuberta | |   |

### La pràctica delDatabending
Databending es refereix a la creació de glitches dins de les imatges, textos o vídeos per mitjà d'un conjunt d'eines que, popularment, estan associades a l'imaginari col·lectiu, a l'esoterisme de la computació. El que va començar com un accident derivat d'una mala praxi digital és ara mateix una voluntat deliberada en fer bell i estètic la informació digital malmesa.

#### Eines de creació deglitches
A l'imaginari informàtic i del camp de la imatge digital hi trobem diferents recursos per introduir, incorporar o implantar el que coneixem com a efecte Glitch (pertanyent al Glitch provocat) a les fotografies:

##### Editor hexadecimal
Ofereix la possibilitat de modificar i/o alterar el codi binari d'un arxiu. L'arxiu està "binaritzat", és a dir, conté i engloba una informació basada en el codi binari (1 i 0) i estructurada d'una manera determinada. No tots els arxius estan binaritzats, però si la majoria.

## L'aplicació delGlitch

### Pintura i fotografia

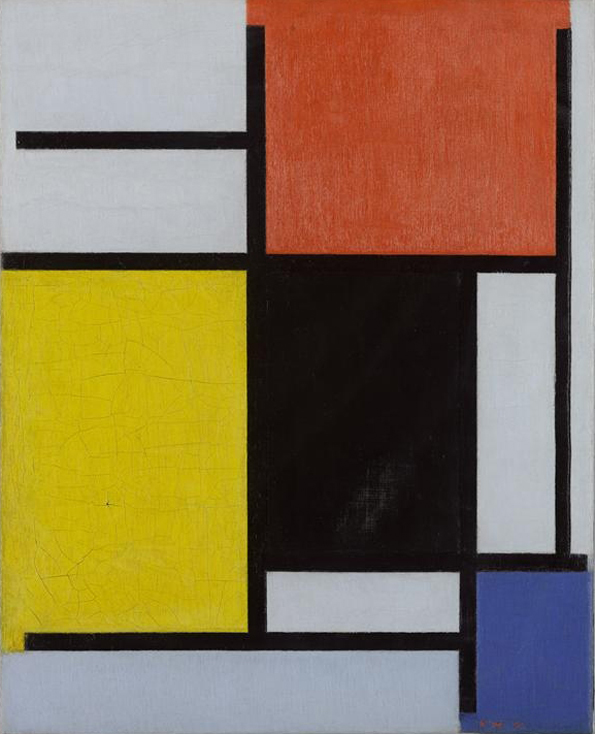
Composició amb Vermell, Groc, Negre, Blau i Gris de Piet Mondrian (1921).

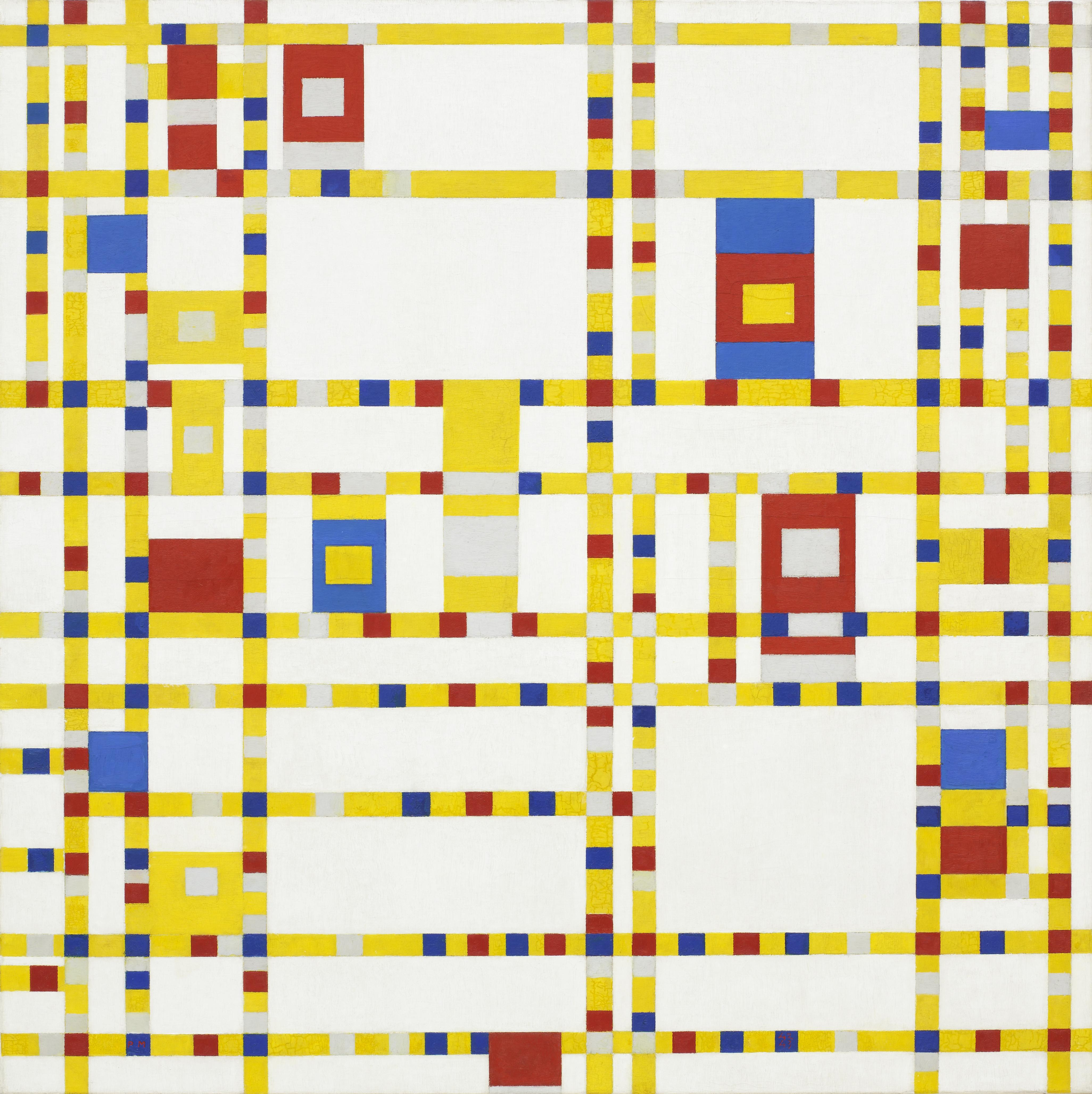
Broadway Boogie Woogie, de Piet Mondrian (1942)

L'art Glitch no només ha estat present en temàtiques audiovisuals des de finals del segle xx, sinó que des de fa temps la idea de l'error, de la imperfecció com a bellesa, ha estat present en quadres i pintures de nombrosos artistes. És el cas d'artistes com el pintor abstracte Piet Mondrian, que tot i que podria haver aconseguit que les línies de les seves pintures fossin quadriculades i perfectes, va preferir cercar resultats molt propensos al Glitch.
A continuació, se citaran una sèrie d'exemples actuals sobre artistes que dediquen, en major o menor mesura, la seva obra a l'Art Glitch:

#### David Szauder
David Szauder, a la seva sèrie “Lost Fragments – Failed memories” modifica i distorsiona imatges ja existents o predeterminades. La seva finalitat és narra històries mitjançant l'estètica Glitch.

#### Sebastian Schmieg
Sebastian Schmieg, un artista nascut a la ciutat de Berlín (Alemanya) va publicar un llibre conjuntament amb l'artista Silvio Lorusso dedicat a l'art i titulat “56 Broken Kindle Screens”. Aquest projecte tracta sobre exposar kindles (també coneguts com a llibres electrònics) amb pantalles deformades, tot delatant unes espècies de collages Glitch.

#### Benjamin Gaulon
Seguint la temàtica de l'artista Sebastian Schmieg, l'obra de Benjamin Gaulon (en col·laboració amb Recyclism) consisteix en una sèrie artística anomenada “KindleGlitched, estètica de l'obsolescència programada”.

#### Year of the Glitch
Al projecte Year of the Glitch, Philip Stearns explora diferents manifestacions de glitchs (intencionats i dissenyats de forma predeterminada i metòdica) creats i produïts per sistemes electrònics digitals. Els seus resultats s'apropen especialment al sector tèxtil.

### Arquitectura
Al igual que a la pintura, el Glitch també ha arribat a altres manifestacions artístiques com l'arquitectura.

#### Projecte artístic Star
L'artista i arquitecte Jun Hao Ongán (Malàisia, 1988), va crear l'obra experimental “Star” (en català, estrella), inspirada precisament en l'estètica de l'error glitch. Aquesta consisteix en un dodecaedre, és a dir una instal·lació en forma d'estrella (tal com diu el seu nom) de 12 costats o arestes ubicada sobre un edifici abandonat en construcció (ubicat a la ciutat principal de l'illa malaia de Penang) que fa la funció de suport o base estructural.
L'obra té la intenció de ser, al igual que el Glitch, un error o irregularitat temporal i efímera.
Segons la pàgina web sobre art anomenada IDIS:
| «      | (Star) És una acumulació d'irregularitats digitals i analògiques, convertint-se en un portal que condueix a una nova dimensió. Composada per 500 metres de cables d'acer i tires de LED…(...) (Crea una) pròpia experiencia espacial. La forma es descomposa en línies brillants, cada fragment posseeix les seves pròpies característiques elèctriques i estructurals. | » |
| — Idis | |   |

### Música
A la música el glitch també ha ocupat un rol rellevant, ja que molts dels sons musicals que avui en dia ens semblen normals (com la l'ús de sintetitzadors per a modificar el so de les guitarres o el soroll que recreen els DJ) prové d'una apropiació de l'error com a reinvenció de les formes de crear i entendre la música. A més a més, a moltes bandes sonores també es crea l'efecte tot trencant amb el fil narratiu d'un film, com al film d'anime Kimi no na wa. D'aquesta forma, veiem com el glitch també té cabuda al cinema (i, per consegüent, als videoclips), a films com El club de la lluita o diverses produccions d'Stan Brakhage (entre el treball de molts altres directors i directores).
Segons el professor de filosofia David Casacuberta, cal tenir molt en compte el glitch com pioner de la creació de molts estils o efectes musicals.
D'altra banda, Kim Kascone, en el seu famós article, “Las Estéticas del Error: Las Tendencias “Post-Digitales” en la Música Contemporánea por Ordenador”, explica detalladament el factor de l'error com a component creatiu musical:
| « | L'estètica "post-digital" es va desenvolupar en part com a resultat de l'experiència de treballar sumit en ambients envoltats de tecnologia digital: fanàtics dels computadors, impressores làser, sonorització dels usuaris d'interfases i el so dels discos durs. Però més específicament, és pels "errors" de la tecnologia digital que aquest nou treball ha emergit: errors, fallades, virus, incompatibilitat de sistemes, clipping, aliasing (5), distorsió, soroll de quantización, fins i tot el soroll de les targetes de so, són els materials primaris que els compositors van buscar per incorporar-los a la seva música. | » |
| — Kim Kascone, Las Estéticas del Error: Las Tendencias “Post-Digitales” en la Música Contemporánea por Ordenador | |   |

#### Clicks and Cuts
Clicks and Cuts, és un projecte musical basat en el gènere de la música electrònica que té com a base l'ús de petits efectes de so amb els que es produeixen talls i clics, recordant als errors informàtics.

### Videojocs

#### Col·lectiu JODI
El col·lectiu JODI mostra en diferents treballs la dissolució visual d'un dels jocs més populars del gènere FPS (First Person Shooter) dels anys 1990, Quake. Els resultats recorden a la tècnica del collage, és a dir, en la divisió del material base fins a aconseguir un producte que no s'assembla gens a l'original. El resultat d'aquest objecte glitch és amorf, irregular i amb l'objectiu de conduir al jugador del videojoc al terreny de la brutalitat de les imatges gore que està consumint per mitjà del videojoc transformat en un gran complex glitch. L'acció d'emprar el glitch com a recurs per a crear espais es pot veure a altres videojocs com Pokémon.
Segons el diari El Pais sobre el col·lectiu Jodi:
| «               | Amb motiu de la inauguració del Virtual Space, l'espai expositiu a Internet del Center for Contemporary Art (CCA) de Glasgow a Gran Bretanya, JODI, la parella d'artistes de net.art establerta a Espanya, ha llançat una nova sèrie d'obres. Es tracta de 12 videojocs modificats, reunits sota el títol de Untitled Game, que formen part de l'exposició Words and Things, comissariada per Francis McKee. Els jocs es poden descarregar de la xarxa en versió per a PC i Macintosh i estan disponibles també en CD-ROM. Tot i que utilitzen el motor d'un joc tan conegut com Quake, resulta complicat entendre les seves regles i impossible interactuar segons els mecanismes habituals. (...) No és la primera vegada que el duo belga-holandès modifica cèlebres jocs comercials. Ja en 2000 van presentar el projecte SOD, un treball on reelaboraban el codi de Spear of Destiny, la seqüela de Wolfenstein 3-D, un conegut videojoc considerat precursor d'una sèrie de productes d'entreteniment com Doom, Marathon i Quake, que van tenir un enorme èxit en la segona meitat de la dècada de 1990. | » |
| — Diari El Pais | |   |